# Micrura
Micrura – takson stawonogów z gromady pajęczaków, obejmujący pająki, roztocze, kapturce, rozłupnogłowce, głaszczkochody, biczykoodwłokowce i tępoodwłokowce.
Charakterystycznymi cechami tych pajęczaków są: obecność tritosternum, umiejscowienie ujść gruczołów biodrowych przy odnóżach pierwszej pary, brak endytów na biodrach odnóży krocznych oraz słabo zesklerotyzowane lub całkiem zanikłe przydatki segmentów opistosomy od czwartego do szóstego. Ponadto ich pierwotny plan budowy obejmować miałby obecność pygidium oraz plemniki o jądrach ze związanymi z nimi mikrotubulami.
Takson ten został wprowadzony w 1904 roku przez Hansa Jacoba Hansena i Williama Emila Sørensena pod nazwą Arachnida micrura. Nie został on rozpoznany w analizach Ludwig van der Hammena z 1977 i 1989 ani Petera Weygoldta i Hannesa Paulusa z 1979. W 1990 Jeffrey Shultz wykorzystał tę nazwę dla szerszego, bo obejmującego też roztocze taksonu, który w wynikach jego analizy filogenetycznej jawił się jako grupa siostrzana pozostałych pajęczaków, zgrupowanych w kladzie Dromopoda. Według tej analizy Micrura dzieliły się na dwie grupy: Acaromorpha (roztocze i kapturce) oraz Megoperculata (Tetrapulmonata i głaszczkochody). Tak definiowane Micrura rozpoznane zostały też w analizach W.C. Wheelera i Cheryl Hayashi z 1998 oraz Gonzalo Giribeta i innych w 2002. Monofiletyzmowi Micrura przeczą natomiast wyniki nowszych analiz filogenetycznych: Shultza z 2007, Mirosławy Dabert i innych z 2010, Almira Pepato i innych z 2010, Almira Pepato i Pavla Klimova z 2015, Russella Garwooda i Jasona Dunlopa z 2014 oraz Jesúsa Ballesterosa i Prashanta Sharmy z 2019.